# Titularerzbistum Gradisca
Gradisca ist ein Titularerzbistum der römisch-katholischen Kirche.
Es geht zurück auf ein untergegangenes Bistum der Stadt Gradisca d’Isonzo in Friaul. Es gehörte der Kirchenprovinz Gorizia an.
| Titularerzbischöfe von Gradisca |                         |                       |                 |                  |
| Nr.                             | Name                    | Amt                   | von             | bis              |
| 1                               | François Robert Bacqué  | Apostolischer Nuntius | 17. Juni 1988   | 9. November 2023 |
| 2                               | Giordano Piccinotti SDB | Kurienerzbischof      | 31. Januar 2024 |                  |